# Скурбе, Арвид
Арвид(с) Янович Скурбе (латыш. Arvīds Skurbe, 22 октября 1888, Ирлавская волость — 22 марта 1972, Херефорд) — латвийский лётчик, военнослужащий РИА. Командующий Военно-воздушными силами Латвии.. Награждён орденом Трёх звёзд и Лачплесиса.

## Биография
Арвид Скурбе родился в 1888 году. В 1908 году поступил в русскую армию. Дослужился до звания штабс-капитана. В 1914 году направлен в 218-й Горбатовский полк. Участвовал в сражениях в Польше. Затем направлен в 4-й Видземский стрелковый полк. Был болен малярией и направлен в Москву командиром роты кадетов.
После гражданской войны был арестован и отправлен в отставку. В 1920 году вернулся в Латвию и поступил на авиационную службу. В 1929 г. командир авиационного полка. Во время Второй мировой войны служил в Латышском легионе. Был командиром Рижского военного округа. Эмигрировал в Германию, затем в Англию. В Англии вёл общественную деятельность. Председатель фонда «Daugavas Vanagi».